# كرايغ شارون
كرايغ شارون (بالإنجليزية: Craig Charron)‏ هو لاعب هوكي جليد أمريكي، ولد في 15 نوفمبر 1967 في إيستون في الولايات المتحدة، وتوفي في 19 أكتوبر 2010 بسبب سرطان المعدة.

## وصلات خارجية
- كرايغ شارون على موقع دوري الهوكي الوطني (الإنجليزية)
- كرايغ شارون على موقع EliteProspects.com (الإنجليزية)
- كرايغ شارون على موقع HockeyDB.com (الإنجليزية)